# 큰숲도마뱀붙이
큰숲도마뱀붙이(학명: Gekko smithii)는 스미스 그린아이 게코(Smith's green-eyed gecko), 라지 포레스트 게코(large forest gecko)라고도 불리며, 동남아시아 본토와 인도네시아에 서식하는 도마뱀붙이류의 일종이다. 큰숲은 제일 커다란 도마뱀붙이류로 손꼽히며, 주둥이에서 꼬리까지 35cm에 달한다. 시암초록눈도마뱀붙이(en:Gekko taylori), 토케이도마뱀붙이와 생김새가 비슷하다.

## 어원
종명 smithii는 남아프리카박물관(:en:South African Museum)을 설립한 스코틀랜드 동물학자 앤드류 스미스(:en:Andrew Smith)(1797–1872)를 기린 것이다.

## 분포
큰숲은 태국(사뚠주, 나라티왓주), 싱가포르, 말레이시아 서부(피낭주, 페락주, 파항주, 슬랑오르주, 티오만섬(:en:Pulau Tioman)), 미얀마, 인도(니코바르 제도), 인도네시아 (보르네오섬, 수마트라섬, 니아스섬, 자바섬)에 분포한다.
모식지는 피낭섬이다.

## 습성
큰숲은 곤충, 특히 메뚜기류를 포식한다. 성적으로 성숙한 큰숲 암컷은 한 번에 두 개의 알을 낳는다. 알은 거의 완벽한 구형이며, 평균 크기는 20 x 19 mm 에 달한다.

## 참고 문헌
- Boulenger GA (1885). Catalogue of the Lizards in the British Museum (Natural History). Second Edition. Volume I. Geckonidæ, Eublepharidæ, Uroplatidæ, Pygopodidæ, Agamidæ. London: Trustees of the British Museum (Natural History). (Taylor and Francis, printers). xii + 436 pp. + Plates I-XXXII. (Gecko stentor, pp. 184–185).
- Gray JE (1842). "Description of some new species of Reptiles, chiefly from the British Museum collection". The Zoological Miscellany 2: 57-59. (Gecko smithii, new species, p. 57).
- Grossmann W (2004). "Gekko smithii Gray 1842". Sauria Supplement 26 (3): 627-634.
- Rösler H (2001). "Studien am Tokeh: 1. Gekko gecko azhari Mertens 1955 (Sauria: Gekkonidae)". Gekkota 3: 33-46.
- Smith MA (1935). The Fauna of British India, Including Ceylon and Burma. Reptilia and Amphibia. Vol. II.—Sauria. London: Secretary of State for India in Council. (Taylor and Francis, printers). xiii + 440 pp. + Plate I + 2 maps. (Gekko smithi, p. 113).